# Berroztegieta

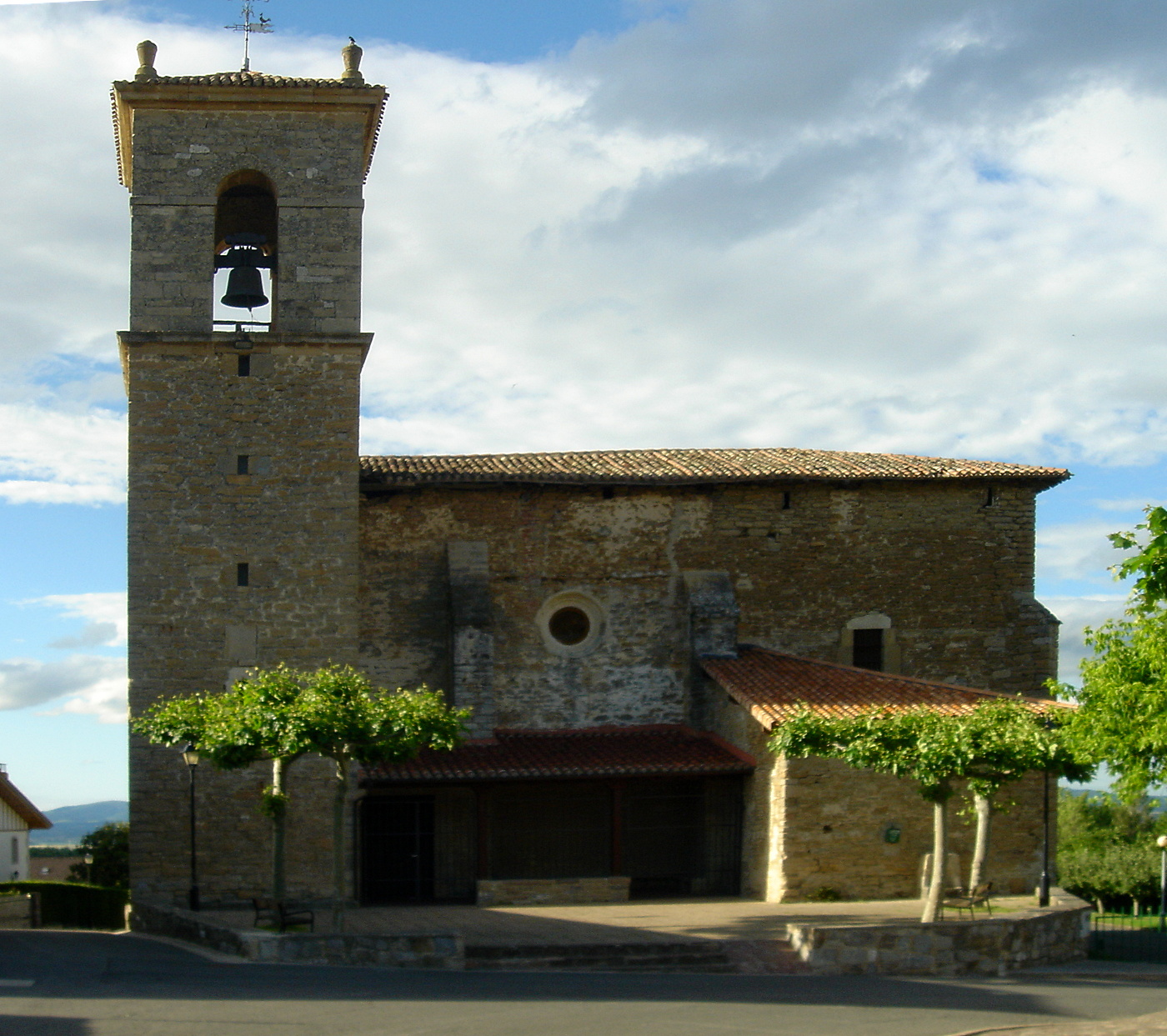
Església de Berroztegieta

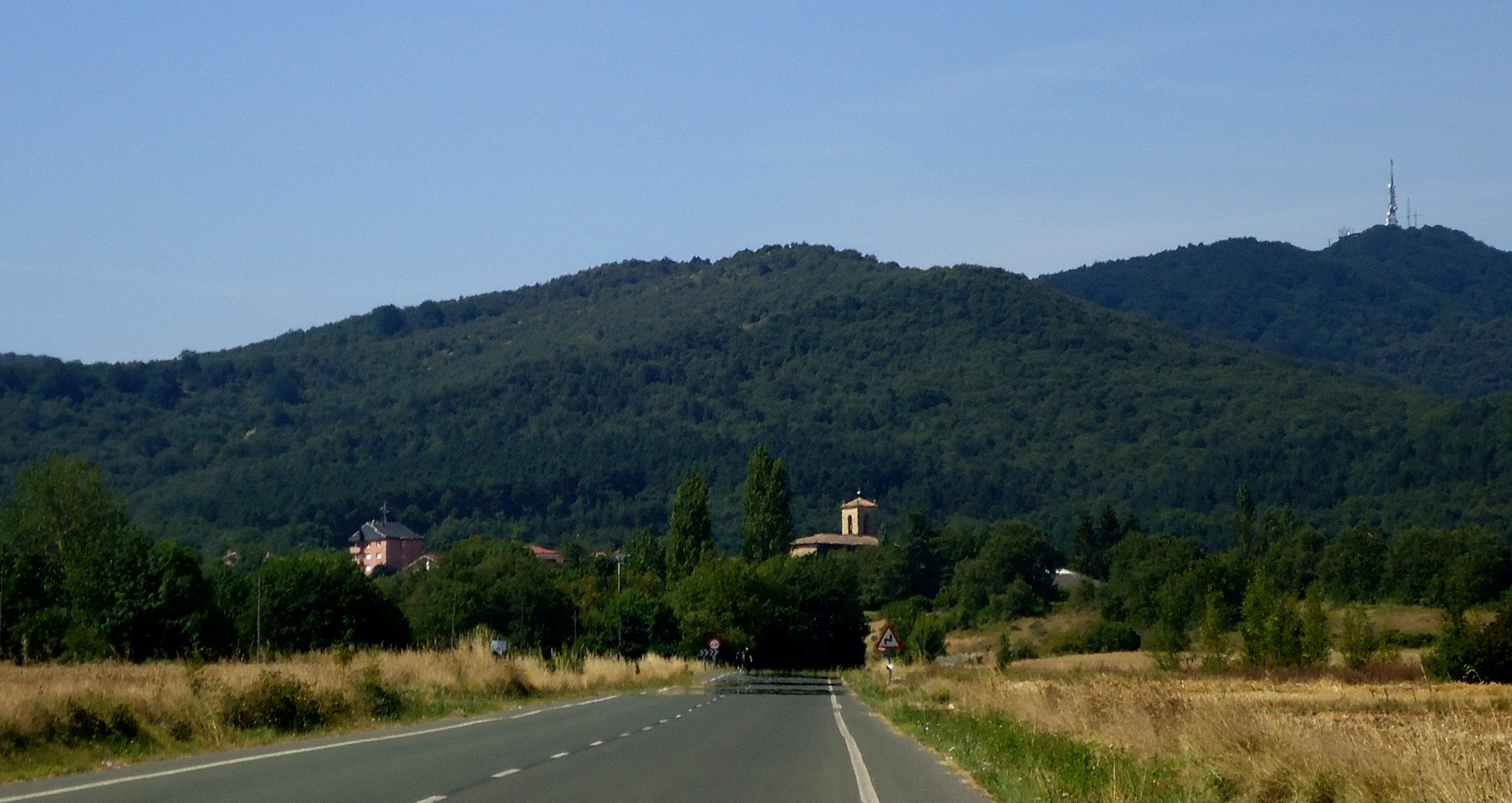
Berroztegieta

Berroztegieta/Berrosteguieta és un poble i concejo pertanyent al municipi de Vitòria. Tenia 211 habitants en (2007). Forma part de la Zona Rural Sud-oest de Vitòria. Es troba a 5,5 km al sud de Vitòria, en la carretera que comunica Vitòria amb Treviño a través del port de Zaldiaran i de les Muntanyes de Vitòria. Està en el vessant nord de les Muntanyes de Vitòria en terreny muntanyenc i a uns 617 msnm, entre el Barranc de Buesa i el rierol Eskibel.
Tradicionalment ha estat una població petita, pobra en agricultura, però rica en pastures. Enfront del despoblament d'altres petits llogarets de l'entorn de Vitòria, ha vist quadruplicar la seva població en els últims 45 anys. Si en 1960 tenia 55 veïns, actualment té 202 habitants (2008). Això es deu al fet que el poble s'ha omplert de xalets donada la seva proximitat a Vitòria, les seves relativament bones comunicacions i el seu bell entorn.
Berroztegieta entra en la història en 1025 quan és esmentat en el Cartulari de San Millán amb el nom de Berroztegieta. Va ser incorporada a la jurisdicció de la vila de Vitòria en 1332.

## Demografia
| 2000 | 2001 | 2002 | 2003 | 2004 | 2005 | 2006 | 2007 |
| ---- | ---- | ---- | ---- | ---- | ---- | ---- | ---- |
| 212  | 211  | 208  | 212  | 210  | 203  | 196  | 211  |